# 木村幌
木村 幌（きむら あきら、1933年6月2日 - 1981年4月19日）は、日本の男性声優、ナレーター、東京演劇アンサンブル運営委員。東京都出身。

## 経歴
城北高等学校卒業。俳優座養成所を5期生として卒業し、劇団三期会（後の東京演劇アンサンブル）に入団。初舞台は『どれい狩り』の警官役。
声種は「やわらかで、ゆたかなテノール」。おもにグレン・フォードやエドモンド・オブライエンなどの洋画吹き替えで活躍した。
舞台仲間からは「キムさん」、声優仲間内からは「ホロさん」というあだ名で親しまれた。
1981年4月19日午前10時47分に肝硬変のため東京都板橋区加賀の帝京大学医学部附属病院で死去（47歳没）。所属していた「東京演劇アンサンブル」によれば、火葬のあと、きれいに美しい型をした喉仏が残ったとのことである。

## 表記について
アニメ『宇宙戦艦ヤマトシリーズ』では木村幌とクレジットされているが、1965年刊行の「テアトロ」編集部編『新劇便覧』内「新劇俳優名鑑」では木村愰、2010年刊行の日外アソシエーツ編『新撰芸能人物事典 明治〜平成』でも木村愰として掲載されている。木村の訃報を伝えた『アニメージュ』誌でも木村の名前は愰だが、幌に似ているので、声優仲間からは「ホロさん」と呼ばれているとし、本来の表記は愰としている。

## 後任
木村の没後、持ち役を引き継いだのは以下の通り。
| 後任・代役 | キャラクター名         | 概要作品                                                  | 後任・代役の初担当作品                                     |
| ---------- | ---------------------- | --------------------------------------------------------- | ---------------------------------------------------------- |
| 大塚明夫   | 土方竜                 | 『さらば宇宙戦艦ヤマト 愛の戦士たち』 『宇宙戦艦ヤマト2』 | PSゲーム『さらば宇宙戦艦ヤマト 愛の戦士たち』              |
| 森山周一郎 | 土方竜                 | 『さらば宇宙戦艦ヤマト 愛の戦士たち』 『宇宙戦艦ヤマト2』 | 『特打ヒーローズ 宇宙戦艦ヤマト 〜タイピング拡散波動砲〜』 |
| 山寺宏一   | 土方竜                 | 『さらば宇宙戦艦ヤマト 愛の戦士たち』 『宇宙戦艦ヤマト2』 | 『アオイホノオ』                                           |
| 坂東尚樹   | マーティン・フラハティ | 『アンタッチャブル』                                      | VHS追加収録部分                                            |
| 池田勝     | トニー・ビンセント     | 『事件記者コルチャック』                                  | VHS追加収録部分                                            |
| 星野貴紀   | ジョン・スミス少佐     | 『荒鷲の要塞』日本テレビ新版                              | ムービープラス追加収録部分                                 |

## 出演作品

### テレビドラマ
- バンパイヤ（1968年） - 丸山
- 荒野の素浪人（1972年）
- 太陽にほえろ! 第168話「ぼんぼん刑事登場!」（1975年）
- 八甲田山（1978年） - 津村中佐

### 映画
- ドレイ工場（1968年） - 主演・大村委員長
- 不毛地帯（1976年）

### 舞台
- 真田風雲録（1962年、劇団三期会・劇団新人会・劇団青年座・劇団仲間・俳優小劇場合同公演） -　ずく入の清次[10]
- 海鳴りの底から（1963年、劇団三期会） -　芦塚忠兵衛[11]
- 男は男だ（1964年、劇団三期会） -　フェアチャイルド※本郷淳とのダブルキャスト[12]
- 愛と死の戯れ（1966年、劇団三期会） -　ラザール[12]
- マクバード（1967年、劇団三期会） -　マクバード[13]
- 秩父困民党（1969年、東京演劇アンサンブル） -　加藤織平[14]
- 乱雲（1970年、青年劇場） -　森宗意[15]
- かもめ（1973年、東京演劇アンサンブル） - ソーリン[16]

### 吹き替え

#### 俳優
ウィリアム・ホールデン
- 麗しのサブリナ（デイヴィッド・ララビー）（東京12チャンネル版）
- クリスマス・ツリー（ローラン）（日本テレビ版＝DVD・BD収録）
- 007 カジノ・ロワイヤル（ランサム）（日本テレビ版）
- トコリの橋（ハリー・ブルーベイカー大尉）（東京12チャンネル版）
- 慕情（マーク・エリオット）（日本テレビ旧録版）

エドモンド・オブライエン
- 殺人者（リアダン）
- 潜望鏡を上げろ（ポール・スティーブンソン艦長）
- 白熱（ハンク・ファロン）（NET版）
- 裸足の伯爵夫人（オスカー・マルドゥーン）（NET版、東京12チャンネル版＝DVD収録）
- 拳銃無情 (ダン・パービス巡査) （NET版(土曜映画劇場 1972年2月19日) 放送題名「シカゴ大捜査網)
- 夜のジョニー

グレン・フォード
- カウボーイ（トム・リース）（新録版）
- ガンマンの対決（ローン・ワーフィルド）
- 恐怖の48時間（ドック・ルーベン）
- 決断の3時10分（ベン・ウェイド）
- コロラド（オーウェン・デヴロー大佐）
- 実録!UFO大接近/消えた412ジェット機隊（ムーア大佐）
- Z旗あげて（マックス・シーゲル中尉）
- 縄張り（ジェースン・スウィート）
- 偽将軍（サビッジ曹長）
- パリは燃えているか（オマー・ブラッドレー将軍）（日本テレビ版＝HDリマスター版BD収録）
- 復讐は俺に任せろ（デイヴ・バニオン巡査部長）
- 不時着（サム・C・マクベイン）
- プレイガール陥落す（ジョン・デイビス）※テレビ版1
- 平原の待伏せ（ジョン・ストラウド）
- 欲望の谷（ジョン・パリッシュ）
- 雷撃命令（バーニー・ドイル）
- レッド・リバーのガンマン（ダン・ブレイン）

ヘンリー・フォンダ
- ウエスタン（フランク）（日本テレビ版）
- 刑事マディガン（アンソニー・X・ラッセル）（TBS版）
- スウォーム（ウォルター・クリム博士）（テレビ朝日版）
- 太陽の流れ者（ベン・チェンバーレイン）
- ワーロック（クレイ・ブレイスデール）（テレビ朝日版）

#### 実写
- 逢う時はいつも他人（ケン〈ジョン・ブライアント〉）
- 荒鷲の要塞（スミス少佐〈リチャード・バートン〉）
- アンタッチャブル（マーティン・フラハティ捜査官） - ジェリー・パリス
- アンツィオ大作戦（カーソン将軍〈ロバート・ライアン〉）
- 偽りの花園（ホーレス〈ハーバート・マーシャル〉）
- うたかたの恋（フランツ・ヨーゼフ皇帝〈ジェームズ・メイソン〉）（テレビ朝日版）
- 宇宙からの侵入者（テンプル博士〈ロバート・ハットン〉）
- エリックの青春
- 女が事件にからむ時（リトン〈ジャン・セルヴェ〉）
- 合衆国最後の日（ローレンス・デル〈バート・ランカスター〉）
- 華麗なる賭け（エディ・マローン〈ポール・バーク〉）（TBS版）
- 恐怖の報酬（セラーノ〈ブリュノ・クレメール〉）
- サハラ戦車隊（ウェイコ・ホイト〈ブルース・ベネット〉）（NET版）
- ザ・ヤクザ（オリバー・ウィート〈ハーブ・エデルマン〉）
- 猿の惑星（ジョン・ランドン中尉〈ロバート・ガナー〉）（フジテレビ版）
- 事件記者コルチャック（トニー・ヴィンセント〈サイモン・オークランド〉）
- 史上最大の作戦（デビッド・キャンベル〈リチャード・バートン〉）（日本テレビ版）
- 重戦車総攻撃（クーリー軍曹〈ジェームズ・ドルーリー〉）（TBS版）
- 深海からの脱出
- スティング（ドイル・ロニガン〈ロバート・ショウ〉）（日本テレビ版=思い出の復刻版BD&4kUHD収録）
- スパイ大作戦（24話・パヴェル副総理〈ウィリアム・ウィンダム〉）
- スパイのライセンス（ウォーリー・パワーズ部長）
- 戦雲（グレイ・トラビス〈ピーター・ローフォード〉）
- 女王陛下の007（ドラコ〈ガブリエル・フェルゼッティ〉）（TBSテレビ版）
- 0011ナポレオン・ソロ #2、#6、トム（リンデン・チャイルズ）#14、#29、（ウォーレン・スティーブンス）#32、#35、#50、#67、（ハインツ・ニューマン）#68、（ステファン）#74
- 空飛ぶ自転車（父）
- 黄昏（ジョージ・ハーストウッド〈ローレンス・オリヴィエ〉）
- 男装（マイケル・フェイン〈ブライアン・エイハーン〉）
- チェックメイト（ダン・コーリー〈アンソニー・ジョージ〉）
- チップス先生さようなら（校長〈マイケル・レッドグレイヴ〉）
- 電撃スパイ作戦 #5（バンクス大佐〈ドナルド・ピカリング〉）、#11（スローン〈ドナルド・モーレイ〉）、＃21
- 逃亡者 #102（ヘンドリクス保安官補〈フランク・マース〉）、#107（オリヴァー・グリア〈チャールズ・ドレイク〉）
- 遠すぎた橋（マクスウェル・D・テイラー少将〈ポール・マクスウェル〉）※日本テレビ版
- ドクター・ウェルビー「涙の反論」（レオ〈ジョセフ・キャンパネラ〉）
- 特攻ギャリソン・ゴリラ #14（グンター・ベルガー〈ヘンリー・ベックマン〉）
- トニー・ローム/殺しの追跡（ルディ・コスターマン〈サイモン・オークランド〉）
- 日曜はダメよ（キャプテン〈ミツオス・リグイーゾス〉）
- くるぐり博士のタイムマシン
- 白銀のレーサー（クレア〈ジーン・ハックマン〉）
- 爆撃命令（グレン・ルーク少佐〈オジー・デイヴィス〉）
- 秘密殺人計画書（ラウル〈ジャック・ルー〉）
- 百万長者と結婚する方法（フレディ・デンマーク〈デヴィッド・ウェイン〉）（テレビ朝日版＝HDリマスター版DVD収録）
- フェイズIV 戦慄!昆虫パニック（アーネスト・D・ハッブス博士〈ナイジェル・ダヴェンポート〉）
- 復讐のガンマン（ブロクストン〈ウォルター・バーンズ〉）
- フレンズ〜ポールとミシェル（ロバート・ハリソン〈ロナルド・ルイス〉）
- プロ・スパイ（ウォーリー・パワーズ部長）
- 爆走トラック16トン（ソニー〈クロード・エイキンス〉）
- 弁護士ジャッド「波止場のサメ」（マクナマラ〈サイモン・オークランド〉）
- 暴力教室（グレゴリー・ミラー〈シドニー・ポワチエ〉）
- マッケンナの黄金（老イギリス人〈アンソニー・クエイル〉）（テレビ朝日版）
- 山猫（ガルバルディ軍将軍〈ジュリアーノ・ジェンマ〉）（テレビ朝日旧録版＝BD収録）
- ヤング・フランケンシュタイン（盲目の男〈ジーン・ハックマン〉）（テレビ朝日版）
- ヨットと少年（イーコン〈ゲーリー・メリル〉）
- ラストコンサート（リチャード〈リチャード・ジョンソン〉）※日本テレビ版
- ラプソディ（ルイス・カールハーン）（NHK版）
- 恋愛専科（ロベルト〈ロッサノ・ブラッツィ〉）
- ローマの休日（アーヴィング〈エディ・アルバート〉）（テレビ朝日版）
- ロンドン警視庁特捜部（アラン・クラベン主任警視）
- 惑星ソラリス（クリス・ケルヴィン〈ドナタス・バニオニス〉）

#### その他
- 世界の街で（1972年） - ナレーション

### テレビアニメ
- 鉄腕アトム (アニメ第1作)（1965年）
- 忍風カムイ外伝（1969年） - 半兵衛、抜忍
- のらくろ（1970年） - はちまき
- ふしぎなメルモ（1971年） - 柳田豪十郎
- ルパン三世 (TV第1シリーズ)（1972年） - ビーバー[要出典]
- 宇宙戦艦ヤマト（1974年 - 1975年） - ナレーター
- 宇宙戦艦ヤマト2（1978年 - 1979年） - 土方竜[17]、ナレーター[17]
- ルパン三世 (TV第2シリーズ)
  - 第38話「ICPOの甘い罠」（1978年） - ICPO部長
  - 第103話「狼は天使を見た」（1979年） - ハリー・ザトラー
- 宇宙戦艦ヤマト 新たなる旅立ち（1979年） - グレートエンペラー[18]、ナレーター[18]
- 科学忍者隊ガッチャマンF（1979年） - スタール博士
- 宇宙戦艦ヤマトIII（1980年） - ラム艦長[19]、ボラー艦隊司令[要出典]

### 劇場アニメ
- 宇宙戦艦ヤマト（1977年） - ナレーター[20]
- さらば宇宙戦艦ヤマト 愛の戦士たち（1978年） - 土方艦長[21]